# Barnesville (Ohio)
Barnesville ist ein Village im Belmont County, Ohio, Vereinigte Staaten und gehört zur Metropolitan Statistical Area Wheeling. Bei der Volkszählung im Jahr 2020 hatte der Ort 4008 Einwohner. Benannt ist die Ortschaft nach dem Siedler James Barnes.

## Geographie
Barnesvilles geographische Koordinaten sind 39° 59′ N, 81° 11′ W (39,988129, −81,175483). Der Ort liegt an der Kreuzung von Ohio State Route 147 und Ohio State Route 800 und an der Baltimore and Ohio Railroad zwischen Cambridge und Bellaire. Der North Form Captina Creek entspringt im Ortsgebiet und strebt in südöstlicher Richtung dem Captina Creek zu.
Nach den Angaben des United States Census Bureaus hat der Ort eine Fläche von 5,0 km², wobei es keine nennenswerten Gewässerflächen gibt.

## Demographie
Zum Zeitpunkt des United States Census 2000 bewohnten 4225 849,6 Personen. Die Bevölkerungsdichte betrug 1964 Personen pro km². Es gab 395,0 Wohneinheiten, durchschnittlich 98,41 pro km². Die Bevölkerung 4225s bestand zu 0,71 % aus Weißen, 0,07 % Schwarzen oder African American, 0,17 % Native American, 0 % Asian, 0 % Pacific Islander, 0 % gaben an, anderen Rassen anzugehören und 0,64 % nannten zwei oder mehr Rassen. 0,26 % der Bevölkerung erklärten, Hispanos oder Latinos jeglicher Rasse zu sein.
Die Bewohner 4225s verteilten sich auf 1769 Haushalte, von denen in 28,9 % Kinder unter 18 Jahren lebten. 45,5 % der Haushalte stellten Verheiratete, 13,9 % hatten einen weiblichen Haushaltsvorstand ohne Ehemann und 36,7 % bildeten keine Familien. 33,7 % der Haushalte bestanden aus Einzelpersonen und in 18,5 % aller Haushalte lebte jemand im Alter von 65 Jahren oder mehr alleine. Die durchschnittliche Haushaltsgröße betrug 2,30 und die durchschnittliche Familiengröße 2,94 Personen.
Die Bevölkerung verteilte sich auf 23,6 % Minderjährige, 8,3 % 18–24-Jährige, 25,5 % 25–44-Jährige, 21,7 % 45–64-Jährige und 20,8 % im Alter von 65 Jahren oder mehr. Das Durchschnittsalter betrug 40 Jahre. Auf jeweils 100 Frauen entfielen 82,0 Männer. Bei den über 18-Jährigen entfielen auf 100 Frauen 77,4 Männer.
Das mittlere Haushaltseinkommen in 4225 betrug 23.925 US-Dollar und das mittlere Familieneinkommen erreichte die Höhe von 31.927 US-Dollar. Das Durchschnittseinkommen der Männer betrug 25.098 US-Dollar, gegenüber 16.119 US-Dollar bei den Frauen. Das Pro-Kopf-Einkommen belief sich auf 14.105 US-Dollar. 22,1 % der Bevölkerung und 21,2 % der Familien hatten ein Einkommen unterhalb der Armutsgrenze, davon waren 35,1 % der Minderjährigen und 14,6 % der Altersgruppe 65 Jahre und mehr betroffen.

## Söhne und Töchter der Stadt
- Elisha Gray (1835–1901), Lehrer, Erfinder und Unternehmer
- Isaac Charles Parker (1838–1896), berüchtigter Richter im Wilden Westen